# Biatlón de Verano

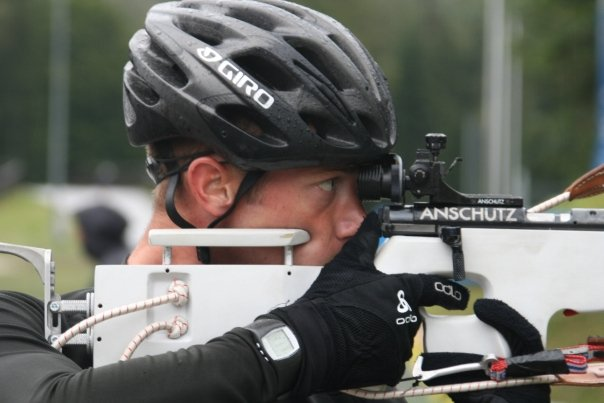
Tiro con rifle

El Biatlón de Verano es un evento deportivo organizado por la Unión Internacional de Biatlón (IBU) que combina esquí sobre ruedas y tiro con rifle, o, a veces, carrera a pie y tiro con rifle. Se inspira en el biatlón de la IBU (invierno), que es un deporte olímpico que combina tiro con rifle con esquí de fondo. Los Campeonato Mundial de Biatlón de Verano se han llevado a cabo anualmente desde 1996. La carrera a campo traviesa fue parte de los campeonatos del mundo hasta 2009.